# BD-J
BD-J steht für Blu-ray Disc Java und beschreibt ein System, das die Speicherung auf und die Ausführung von interaktiven Anwendungen auf einer Blu-ray Disc ermöglicht.
Im Rahmen der Blu-ray-Disc-Spezifizierung ist eine interaktive Anwendungsschicht definiert worden, die Anwendungen wie etwa ein interaktives Film-Menü (ähnlich den bisherigen DVD-Menüs), interaktive Zusatzinformationen, Spiele, interaktive Filme (beispielsweise Filme mit mehreren Handlungssträngen) sowie Werbe- und Shoppingdienste mit Rückkanalzugriff ermöglichen soll. Die Anwendungsschicht basiert auf der BD-J genannten Java-Variante, einer Abwandlung der Multimedia Home Platform beziehungsweise der GEM-Spezifikation (Globally Executable MHP). BD-J wird auf jedem Blu-ray-Disc-kompatiblen Endgerät, das Blu-ray-Disc-Filme wiedergeben kann, implementiert sein.

## Technik (im Vergleich zur Multimedia Home Platform)
Anders als die Multimedia Home Platform bietet das BD-J-Format keinen Zugriff auf Rundfunkdienste. Stattdessen werden die Applikationen auf dem Blu-ray-Medium zusammen mit anderen Audio- und Videoinformationen gespeichert. Über den Zugriff auf Playlisten können die BD-J-Applikationen gezielt einzelne Audio- und Videosequenzen wiedergeben. Da die Blu-ray Disc die Wiedergabe von HD-Videos ermöglicht, unterstützen auch BD-J-Applikationen HD-Auflösungen. Ein gegenüber der MHP erweiterter Mechanismus zum Zugriff auf Fonts (Schriftsätze) erlaubt das automatische Laden von durch Applikationen verwendeten Fonts vom Blu-ray-Disc-Medium. BD-J-Applikationen haben weiterhin Zugriff auf einen IP-basierten Rückkanal, sofern das BD-Laufwerk an ein entsprechendes Netzwerk angeschlossen ist.

## Homebrew auf der Playstation 3
Der Homebrewszene war es gelungen, durch das BD-J-Format Homebrew auf der PlayStation 3 zum Laufen zu bringen. Angefangen mit einem simplen Snake-Klon, ist auch schon der erste NES-Emulator erschienen.
Diese Möglichkeit wurde jedoch vor einiger Zeit geschlossen, sodass es ab der Firmware-Version 2.50 nicht mehr möglich ist, BD-J Homebrew auszuführen.